# مضر بدران
مضر محمد عايش بدران (18 يناير 1934- 22 أبريل 2023)، سياسي أردني شغل منصب رئيس الوزراء ثلاث مرات من 1976 إلى 1979، ثم مرة أخرى من 1980 إلى 1984، وأخيراً من 1989 إلى 1991.
في عام 1993 عين في مجلس الأعيان. في عام 2011 حصل على درجة الدكتوراه الفخرية في الاقتصاد من الجامعة الهاشمية. تعرض لمحاولة اغتيال فاشلة في عمان في فبراير 1981 من قبل سرايا الدفاع السورية.

## حياته
ولدَ في جرش عام 1934، وفي عام 1956 حصل على ليسانس حقوق من جامعة دمشق، وفي نفس العام حصل على دبلوم مالية واقتصاد من جامعة دمشق. مُتزوج وله أولاد.
تولى شقيقه الأصغر عدنان منصب رئيس وزراء الأردن عام 2005. بعد أن ترك الحياة السياسية تدريجيًا، توجه بدران إلى القطاع الخاص حيث أسس شركة حديد الأردن المحدودة في عام 1993 والتي أصبحت شركة رائدة في تصنيع الصلب في البلاد.
توفي في 22 أبريل 2023 عن عمر يناهز 89 عامًا.

## المناصب التي شغلها
تقلدَ عددًا من المناصب، ومنها:
- 1957: مستشار عدلي في القوات المسلحة الأردنية
- 1962: مدعي عام خزينة القوات المسلحة
- 1965: مساعد مدير المخابرات الأردنية للقسم الخارجي
- 1968: مدير المخابرات العامة
- 1970: تقاعد من الخدمة العسكرية برتبة لواء
- 1972: رئيس المكتب التنفيذي لشؤون الأرض المحتلة
- 1973-1974: وزير التربية والتعليم
- 1975-1976: رئيسًا للديوان الملكي
- 1976-1979: رئيس الوزراء ووزير الخارجية والدفاع
- عضو مجلس الأعيان الأردني
- 1980-1984: رئيس الوزراء ووزير الدفاع
- 1989: رئيس الديوان الملكي الأردني
- 1989-1991: رئيس وزراء ووزير الدفاع
- عضو مجلس الأعيان الأردني
- رئيس اللجنة الملكية لبناء جامعة اليرموك
- رئيس اللجنة الملكية لبناء جامعة العلوم والتكنولوجيا
- رئيس اللجنة الملكية لبناء الجامعة الهاشمية
- رئيس مجلس أمناء الجامعة الهاشمية

## الأوسمة
حصل على عددٍ من الأوسمة، ومِنها:
- وسام الاستقلال من الدرجة الرابعة.
- وسام النهضة من الدرجة الثالثة.
- وسام الكوكب من الدرجة الأولى.
- وسام النهضة المرصع.